# Mustafà Setmarian Nasar
Abú Mussab al-Suri, nascut amb el nom de Mustafà bin Abd al-Qadir Setmarian Nasar —en àrab مصطفى بن عبد القادر ست مريم نصار, Muṣṭafà b. ʿAbd al-Qādir Sitt Maryam Naṣṣār— és un presumpte membre d'al-Qaida i escriptor. Obtingué la ciutadania espanyola a finals dels anys 1980 gràcies al matrimoni amb una dona espanyola. Setmarian és buscat a Espanya per l'atemptat al restaurant El Descanso (1985), on van morir divuit persones i, com a testimoni, en relació amb l'atemptat de Madrid de l'11 de març de 2004. És considerat per molts com «l'exponent més eloqüent del gihad modern i les seves estratègies més sofisticades.»
Setmarian va ser capturat per les forces de seguretat pakistaneses en 2005 i va ser transferit a Síria, on era un home buscat.
A causa dels seus prolífics escrits sobre qüestions estratègiques i polítiques, i la seva experiència en la guerra de guerrilles, Setmarian és un ensenyant popular i fins a cert punt un assessor no oficial d'una àmplia gamma de grups gihadistes a l'Afganistan. Organitzativament, però, ha estat una figura independent. Alguns informes l'han vinculat a Abu Mussab al Zarqauí, que més tard va aportar el component d'al-Qaida en la insurgència a l'Iraq, però la seva xarxa de contactes era molt més àmplia i incloïa gihadistes procedents del Marroc, Algèria, Líbia, Egipte, Síria, el Líban, el Kurdistan iraquià, l'Aràbia Saudita, el Iemen, l'Uzbekistan i altres llocs.

L'obra més coneguda de Setmarian és el llibre, de 1600 pàgines, Crida a la resistència islàmica mundial que va aparèixer a internet el desembre de 2004 o gener de 2005. En un article en l'edició de setembre de 2006 de la revista New Yorker, l'autor, Lawrence Wright, va escriure que en aquest llibre, Setmarian
«proposa que la propera etapa del gihad es caracteritzarà pel terrorisme creat per individus o petits grups autònoms (el que ell anomena “resistència sense líders”), que desgasten l'enemic i preparen el terreny per a l'objectiu, ara ambiciós, de lliurar una guerra en “fronts oberts” (...) sense confrontació en el camp i prendre el control de la terra, no podem establir un estat, que és l'objectiu estratègic de la resistència.»
L'ocupació nord-americana de l'Iraq, declara Setmarian, va inaugurar un «nou període històric» que gairebé sense ajuda va rescatar el moviment gihadista, just quan molts dels seus crítics pensaven que estava acabat.

## Falsa atribució com a comandament militar del Daesh
A mitjans de 2016, el diari La Razón va citar fonts d'experts antiterroristes europeus per afirmar que Mustafà Setmarian Nasar prenia un lloc com a comandament militar del Daesh. El cert és que algú havia signat certs articles a la revista Rumiyah (revista oficial de Daesh, desapareguda a mitjans de 2017) sota el sobrenom (kunya) d'Abu Musab al Suri. Aquesta coincidència va fer pensar que qui portava el nom era el mateix Setmarian, tot i que no hi ha cap prova que es tracti de la mateixa persona i que la pròpia organització no ha fet mai cap esment de la seva incorporació, com faria si se li unís algú de la importància de Mustafa Setmarian.